# Adí ibn Mussàfir
El xeic Adí ibn Mussàfir (en àrab ʿAdī b. Musāfir), conegut en kurd com a Xeic Adí (Şêx Adî), fou un religiós musulmà pretesament d'origen omeia, nascut prop de Baalbek vers l'any 1075 i mort vers el 1162 a les muntanyes del Kurdistan. Va fundar una confraria de tipus sufí, l'adawiyyia, que va influir de manera important en el desenvolupament del yazidisme, on el xeic és considerat com un sant. La seva tomba a Lalish, a l'Iraq, és el centre de pelegrinatge dels yazidites.

## Biografia
Després de fer diversos viatges i d'haver estudiat amb diversos mestres sufís, el 1111 es va establir a Lalish, prop de Mossul, on va fundar un convent i l'orde dels adawiyya amb unes regles molt estrictes. L'orde, on tots els membres eren kurds, va adquirir molta força; al segle xiv gaudien d'un estatut de virtuals prínceps independents a Bayr Fat (al costat de Baalbek, lloc del naixement del fundador).